# Винна пляшка
Винна пляшка — різновид пляшки, призначений для зберігання вина.
Винні пляшки часто відрізняються формою, яка залежить від стилю чи регіону (країни), вина якого вони містять в собі. Є 12 типів винних пляшок, які винороби придумали, щоб звернути увагу і збільшити обсяг продаж.
- Бордо (Bordeaux). Пряма і висока пляшка, з високими плечима і невеликим заглибленням на дні, яке перешкоджає потраплянню осаду в келих. Ця пляшка широко використовується для вин регіону Бордо, і має надзвичайно велику світову популярність — навіть традиційні пляшки Chianti відійшли на другий план перед пляшкою даного типу. Пляшка Бордо з темно-зеленого скла використовується для червоного вина, а з світло-зеленого чи прозорого скла — для білого. Часто використовується як основна для широкого кола винограду: Каберне Совіньйон, Мерло, Мальбек, Совіньйон Блан, Шенен Блан, Семільйон, Сотерн і більшість Мерітаж чи Бордо блендів.
- Бургундія (Bourgogne). Класичні та елегантні пляшки Бургундії з пологими плечима і набагато більш широкою основою, ніж пляшки інших типів. Для червоних і білих вин використовуються пляшки з темно-зеленого кольору. Ці пляшки в основному використовуються для вин з винограду Піно Нуар, Аліготе і Шардоне. Так як і пляшка Бордо, Бургундська пляшка також використовується для вин, вироблених в інших регіонах Франції, зокрема в долині Луари. Завдяки своїй популярності, пляшка Бургундія часто стилізована.
- Рона (Rhône). Ця пляшка виглядає як і пляшка Бургундії, вона дещо тонша і вища. Шия пляшки дещо більшого розміру з більш похилими плечима. Пляшки Рони часто мають гербове тиснення нижче шиї (вина Шатонеф-дю-Пап). Ці пляшки використовуються для вин Гренаш, Мурведр, Сіра, та для деяких інших. Шатонеф-дю-Пап та Кот-дю-Рон, два найпопулярніші вина регіону Рона, гордо використовують цю пляшку. Також цю пляшку використовують в Новому Світі для вина Шираз (Аргентина, Австралія, Канада, Чилі, Нова Зеландія, Південна Африка і США). Пляшки із зеленого скла використовується в основному для червоних вин, а для білих і рожевих використовують прозоре скло.
- Шампанське (Champagne). Найчастіше це пляшка оливково-зеленого кольору, міцна, але граційна. Дизайн цієї пляшки розроблено з урахуванням технічних вимог, на відміну від її стилю. Товсте скло, похилі плечі і глибоке заглиблення на дні пляшки є вагомими, і дозволяють краще розподіляти тиск, який може сягати 6 атмосфер. У XIX ст. внаслідок повторної ферментації могло постраждати до 80% всього об'єму «ігристого» вина, оскільки пляшки вибухали, не витримавши високого тиску всередині пляшки. На додаток до технічної необхідності, заглиблення в дні пляшки також використовується сомельє, щоб допомогти налити вино, забезпечуючи зчеплення для пальця.
- Кот-де-Прованс (Côte de Provence). Характерною ознакою даного типу пляшок є звуження в нижній частині — «талії». Таку жіночну форму ще неформально називають «корсетною». Винороби Провансу та деяких інших регіонів Франції використовують ці пляшки з прозорого скла в основному для розових вин, хоча інколи і для червоного вина. Ця форма пляшки використовується протягом десятиліть, у Провансі існує велика кількість її варіацій, і, без сумніву, вона використовуватиметься і надалі, хоча й не має такої популярності, як інші типи пляшок.
- Мозель та Ельзас (Mosel, Alsace). Ці елегантні, високі та стрункі пляшки з довгою шиєю як правило зроблені з світло-зеленого скла і мають плоске дно. Традиційно їх використовують для вин з Мозеля (Німеччина) і Ельзасу (Франція) для декількох сортів винограду, включаючи Рислінг та Мюллер-Тургау. Їх вина можуть змінюватися від сухого до солодкого (навіть ігристе), в той час як винороби «Нового Світу» використовують цю пляшку лише для солодких десертних вин. Пляшку, внаслідок її форми, часто називають Ельзаська флейта.
- Рейн (Rhein). Ця пляшка дещо тонша, ніж Мозельська, але має подібні характеристики: висока, струнка, з довгою шиєю. Єдиною очевидною відмінністю є темно-коричневе скло. Пляшка використовується для вин з винограду Рислінг, Мюллер-Тургау, а також легендарного Ґевюрцтрамінера.
- К'янті (Chianti). Єдина в своєму роді пляшка з круглим корпусом, вигнутим дном і частково покрита обтяжкою «солом’яна корзина». Ця пляшка також має іншу назву – fiasco (пізніше з’явилось багатьом знайоме значення цього слова). Використовується для червоного італійського вина, виготовленого в Тоскані. Може мати кругле дно, яке набагато простіше виготовити. Корзина забезпечує плоску основу для скла, а також додатковий захист на час транспортування і обробки.
- Пивний мішок (Bocksbeutel). Хоча ім’я перекладається як «мішок пива», ця пляшка використовується для вина. Також відома як Тролінгер, Bocksbeutel є типом пляшки вина з формою сплющеного еліпсоїда, що містить той же об’єм вина, що і більш традиційні пляшки (0,75л.). Пляшка має коротку шию, на лівому плечі часто гравіюють емблему виноробні. Має сплющену форму для практичних цілей: легше носити з собою, захищає пляшку від скочування на нерівній поверхні. Вона широко використовується для вин Франконії щонайменше з початку XVIII століття, а також для деяких португальських вин. Bocksbeutel є захищеною формою пляшки Європейського Союзу.
- Жура (Jura). Нижня половина цієї пляшки злегка розкльошена, в той час як верхня має зігнуті плечі, що м’яко переходять в довгу шию. Винороби Жура використовують цю світло-зелену пляшку для вин з широкого спектра винограду, в тому числі Саваньєн (не плутати з Совіньйон), Пульсар (Ploussard), Труссо (Trousseau), Піно Нуар, Шардоне.
- Vin Jaune
- Кріплене вино